# میلیان ووکادینوویچ
میلیان ووکادینوویچ (صربی: Miljan Vukadinović؛ زادهٔ ۲۷ دسامبر ۱۹۹۲) بازیکن فوتبال اهل صربستان است.
از باشگاه‌هایی که در آن بازی کرده‌است می‌توان به باشگاه فوتبال ملادا بولسلاف، باشگاه فوتبال توبول، و باشگاه فوتبال اسلاویا پراگ اشاره کرد.
وی همچنین در تیم ملی فوتبال صربستان بازی کرده‌است.